# Химера (биология)

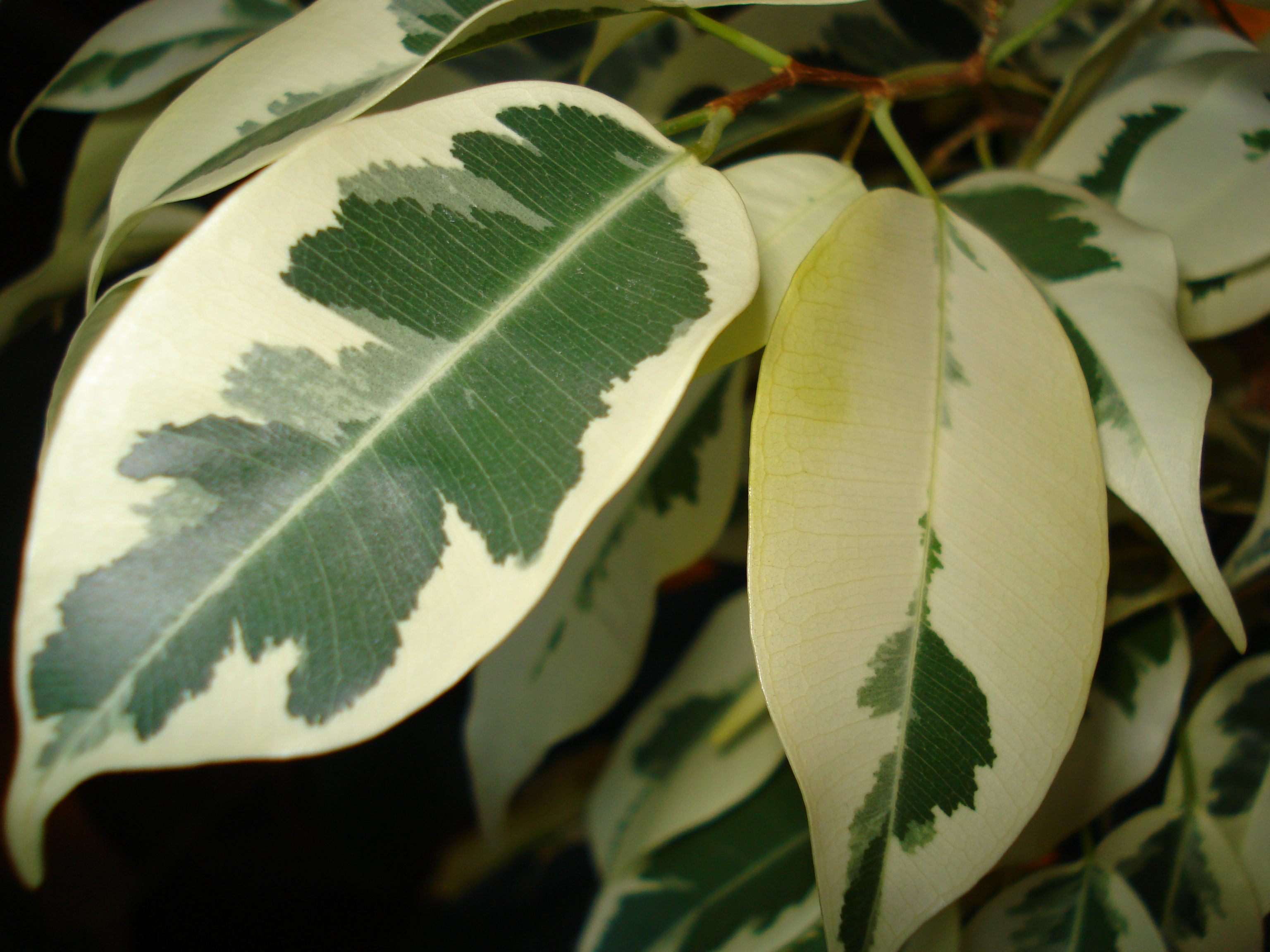
Пёстролистный фикус бенджамина — периклинальная химера, образованная двумя линиями клеток: нормальными хлорофиллпродуцирующими (зелёные участки) и мутантными с низким числом хлоропластов (белые участки).

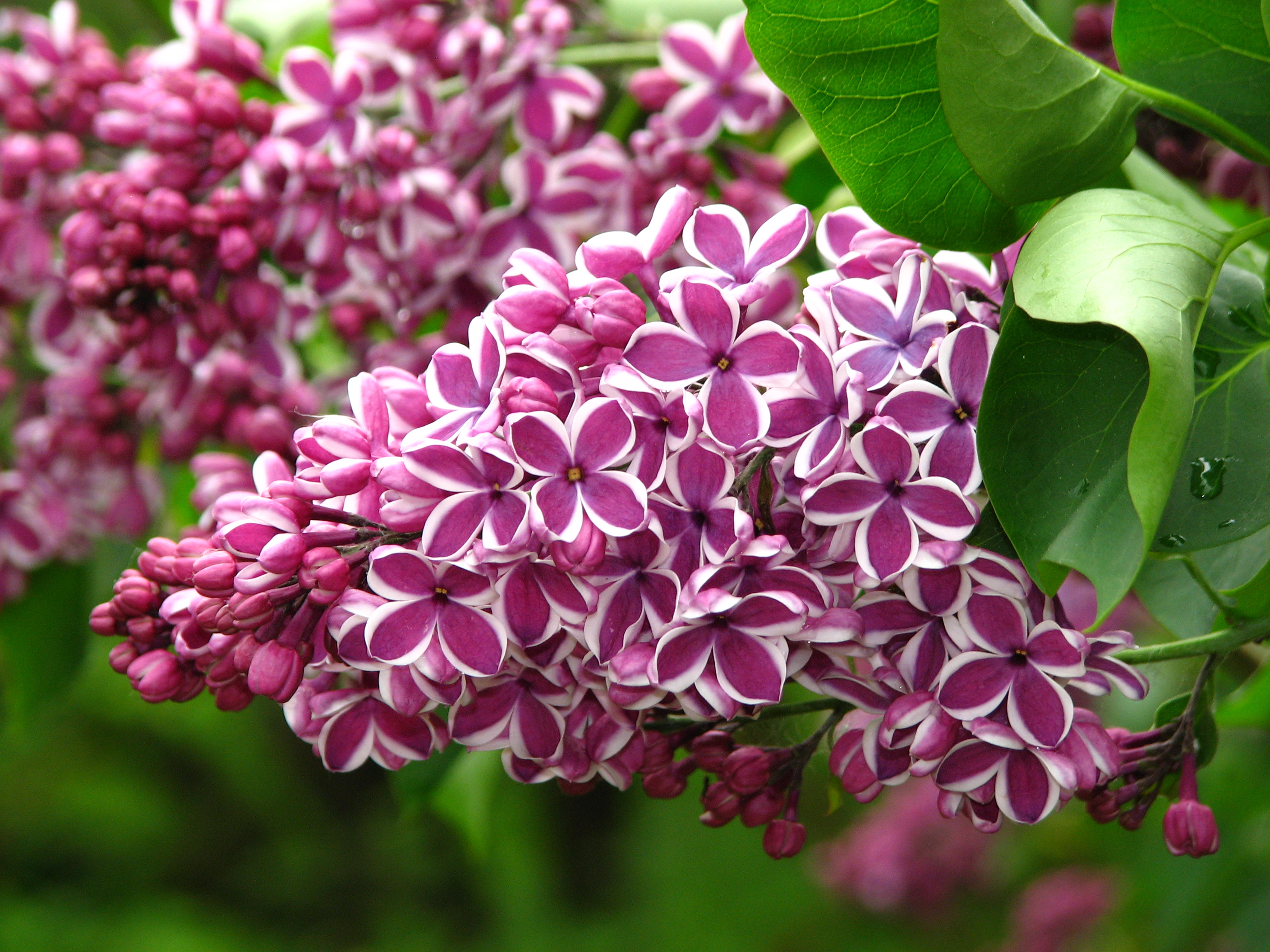
Syringa vulgaris 'Sensation' — периклинальная химера

Химера — это организм, состоящий из генетически разнородных клеток. У животных химерами называют организмы, клетки которых происходят от двух и более зигот. Химеризм у животных нужно отличать от мозаицизма — присутствия в одном организме генетически разнородных клеток, происходящих от одной зиготы. Часто химерически построенными являются не целые организмы, а лишь их отдельные органы или части. 

## История термина
В 1907 году термин впервые применил немецкий ботаник Г. Винклер для форм растений, которые были получены в результате сращивания паслёна и томата.
В 1909 году Э. Баур, изучая пеларгонию пестролистную, выяснил природу данного явления.
Естественные химеры впервые описаны М. С. Навашиным. В частности, им были обнаружены химеры Crepis dioscoridis L. и Crepis tectorum L. Естественные гаплохламидные периклинальные химеры впервые описаны Л. П. Бреславец на примере отдельных географических рас конопли.

## Химеризм у растений

Схема взаимного расположения тканей в прививочных химерах разных типов. A, B — «родительские» растения. C—E: взаимное расположение тканей в C — периклинальной, D — секториальной, E — мериклинальной химерах.

Химеры могут возникать в природе в результате спонтанных мутаций соматических клеток, в экспериментальных условиях (обработка мутагенами, полиплоидогенами, колхицином, другие воздействия), а также среди растений-регенерантов и в результате прививок. Химеры более распространены у растений, размножаемым вегетативным способом, так как лишь при этом способе химерность сохраняется достаточно долго. При половом размножении возможно наследование химерности, возникающей при нестабильности аллелей. В этом случае наследование признаков не подчиняется менделевским законам и считается нестабильной мутацией. В природе химеры редки, возникают, как правило, в результате случайной гибридизации и механических повреждений.
Химеры (особенно периклинальные, как более стабильные) обладающие комплексом хозяйственных преимуществ, имеют важное значение в растениеводстве. Они часто выращиваются как декоративные растения.
В ботанике различают следующие виды химер (см. таблицу):
| Вид химеры              | Особенности                                                    |
| ----------------------- | -------------------------------------------------------------- |
| мозаичные (гиперхимеры) | генетически разные ткани образуют тонкую мозаику               |
| секториальные           | разнородные ткани расположены крупными участками               |
| периклинальные          | ткани лежат слоями друг над другом                             |
| мериклинальные          | ткани состоят из смеси секториальных и периклинальных участков |

Периклинальные химеры бывают:
- диплохламидные (например, пеларгония с белоокаймлёнными листьями)
- гаплохламидные (например, хлорофитум с белоокаймлёнными листьями)

Периклинальные химеры более часто встречаются в природе, что объясняется их большей стабильностью. Нередко они обнаруживаются среди размножаемых вегетативно сортов декоративных растений. Так, Juniperus davurica 'Expansa Variegata' является периклинальной химерой, у которой внешние ткани генотипически альбиносные, а внутренние состоят из хлорофиллоносных клеток.
Взаимодействие между компонентами химер и переход различных веществ из одного компонента в другой могут приводить к различным аномалиям развития и иногда к бесплодию химеры.
В практике садоводов химеры, возникшие случайно в результате прививок (т. н. пестролистность), воспроизводят вегетативным размножением заново из поколения в поколение (например, химеры между пурпурным ракитником и золотым дождём — т. н. ракитник Адама, химеры между померанцем и лимоном). Исследователи применяют различные химеры между мушмулой и боярышником.

## Расхимеривание
Потеря химерности свойственна как растениям, полученным в результате обработки колхицином, так и химерам, возникшим спонтанно. Наряду с периклинальными химерами, сохраняющими свои особенности при вегетативном размножении в течение 100 и более лет, описаны случаи исчезновения химерности (у трихимер Pelargonium zonaie, известного с XIX века апельсина 'Shamouti' и пр.). У некоторых форм винограда расхимеривание может происходить на отдельных побегах, при этом нижняя часть побегов состоит из полиплоидных тканей.
Частота расхимеривания зависит от способа размножения растений. Размножение корневыми черенками чаще приводит к расхимериванию, чем вегетативное размножение другими частями растения.

## Химеризм у животных

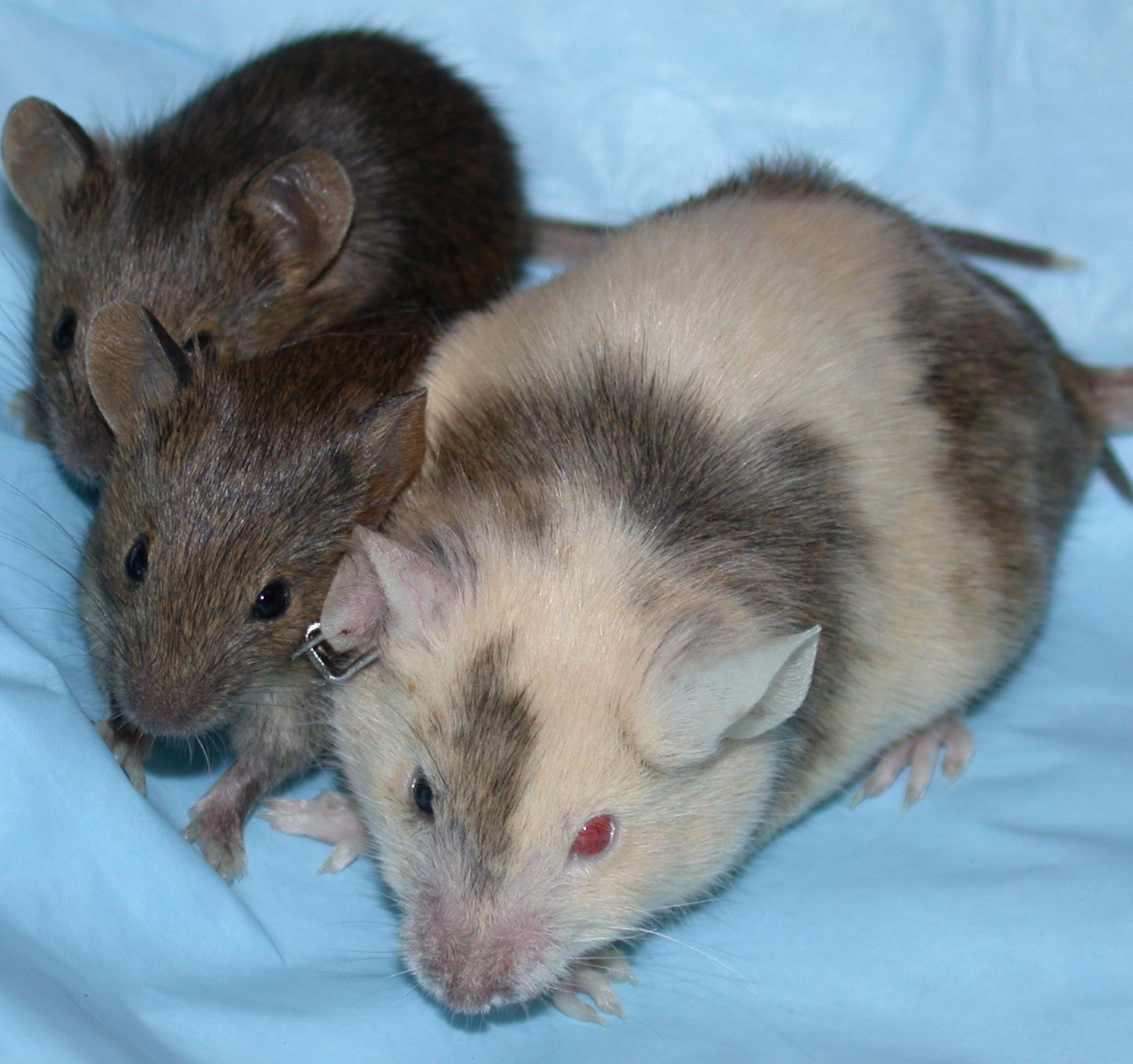
Мышь-химера (справа)

У животных химерами называют организмы, которые состоят из генетически различных клеток, которые происходят от двух и более разных зигот.
Примером химеризма у животных является фримартинизм коров и других животных. Фримартинизм — вид аномального гермафродитизма, сопровождающийся стерильностью, при котором у самок развиваются одновременно и яичники, и тестикулы. Этому явлению подвержены телята женского пола из пар разнополых близнецов. Фримартинизм объясняется формированием анастомозов сосудов между разнополыми плодами, в результате чего между ними происходит обмен половыми гормонами и предшественниками половых клеток. Сходное явление было обнаружено у мармозеток, однако у них оно не ведёт к стерильности.
Химеры могут формироваться из четырёх гамет (результат объединения в один эмбрион двух оплодотворённых яйцеклеток или эмбрионов на ранних стадиях развития).
Химеризм у животных может быть как результатом индивидуального развития организма (онтогенеза), так и результатом трансплантации органа, ткани (например, костного мозга или переливания крови). Химеры часто могут давать потомство, и тип потомства зависит от того, из какой линии клеток развились гаметы.
Облигатный естественный химеризм
Самцы сумасшедшего жёлтого муравья Anoplolepis gracilipes состоят из двух клеточных линий.

#### Межвидовые химеры
В 1980-х годах искусственным путём была получена межвидовая химера овцы и козы.
В 2017 году учёными из Salk Institute был создан эмбрион химеры — свиньи с клетками человека. Однако анализ приживления стволовых клеток человека в бластоцистах свиньи продемонстрировал выраженную несовместимость - только одна человеческая клетка на 100000 обнаруживается в полученном эмбрионе свиньи. Когда стволовые клетки обезьяны (Macaca fascicularis) вводятся в бластоцисты свиней, только одна из 1000–10 000 клеток происходит от обезьяны, все остальные это клетки свиньи.
В межвидовых химерах, получаемых путём введения эмбриональных стволовых клеток приматов в эмбрионы мыши, эмбриональные стволовые клетки обезьян хоть и приживаются первоначально в ранних эмбрионах мыши, но в последующем не способны участвовать в развитии. Клетки мыши и обезьяны не смешиваются, а образуют отдельно растущие колонии в которых слипаются и выживают в ходе самоорганизации тканей только родственные «похожие» клетки. В результате этой клеточной ксенофобии эмбриональные стволовые клетки обезьян в конечном счёте исчезают из мышиных эмбрионов после стадии имплантации эмбриона. В основе подобного поведения клеток очевидно лежат фундаментальные принципы морфогенеза, в том числе скорость развёртывания программы развития и межвидовое соперничества.

### Химеризм у человека
У людей химеризм может возникать на разных стадиях онтогенетического развития: в момент оплодотворения, эмбрионального развития или во взрослом возрасте.

#### Химеризм на стадии оплодотворения
Описано несколько случаев тетрагаметного химеризма у человека. Такие химеры возникают, когда две разные зиготы сливаются вскоре после оплодотворения и формируют единый эмбрион. Такие химеры идентифицируют, например, по наличию двух популяций эритроцитов, гермафродитизму и иногда по мозаичной окраске кожи и глаз.

#### Фетальный и материнский микрохимеризмы
Микрохимеризм возникает при проникновении клеток матери и плода через плацентарный барьер млекопитающих и характеризуется в норме небольшой долей «чужих» клеток в организме.
Различают два вида микрохимеризма: фетальный микрохимеризм — присутствие клеток плода в организме матери, и материнский микрохимеризм — присутствие клеток матери в организме сначала плода, а затем и ребёнка. Предполагается, что микрохимеризм вследствие различия иммунных свойств приобретённых клеток и клеток организма-хозяина является причиной ряда заболеваний аутоиммунного характера: ювенильного дерматомиозита и неонатальной волчанки при материнском микрохимеризме, преэклампсии, системной красной волчанки и некоторых форм рака при фетальном микрохимеризме, а также ряда других патологических состояний.
Если в крови больного содержатся клетки человека противоположного пола, химеризм легко выявить, обнаружив клетки с женским и мужским кариотипами. В остальных случаях проводят типирование клеток крови больного по HLA.

#### Химеризм у близнецов
Как и у некоторых других млекопитающих, у человека возможен обмен клетками между близнецами в ходе внутриутробного развития. Миграция клеток происходит через общую плаценту (плацентарные анастомозы).

##### У гомозиготных близнецов
Теоретически химеризм у гомозиготных близнецов невозможен, так как они генетически идентичны и происходят от одной зиготы. Однако редкие наблюдения показывают, что обмен клетками между такими близнецами всё-таки происходит. Описан случай монохориональной диамниотической беременности, при которой у одного из близнецов на ранней стадии развития возникла трисомия по 21 хромосоме. При рождении один из близнецов имел фенотипические признаки страдающего синдромом Дауна, второй имел нормальный фенотип. Анализ микросателлитной ДНК показал, что близнецы были действительно гомозиготными. При этом в клетках эпителия ротовой полости каждого близнеца были обнаружены только его собственные клетки (дисомические или трисомические по 21 хромосоме), в то время как кровь содержала клетки обоих близнецов. Это явление называется химеризмом клеток крови и объясняется тем, что близнецы с монохориональной плацентой в 70 % случаев обмениваются кровью на той или иной стадии развития.

##### У гетерозиготных близнецов
Как правило, гетерозиготные близнецы у человека имеют свои собственные плаценты. Однако было описано несколько случаев, когда гетерозиготные близнецы питались от общей плаценты. В такой ситуации происходит обмен кровью между близнецами, которые не являются генетически идентичными, что приводит к химеризму клеток крови и, возможно, других тканей. Предполагают, что частота этого явления недооценена и увеличивается с применением вспомогательных репродуктивных технологий.

## В культуре
- Химеризм выявляется у пациента во 2 серии («Каин и Авель») 3 сезона сериала «Доктор Хаус».
- Химеризм неоднократно упоминается и является одним из ключевых моментов понимания сюжета в сериале «Тёмное дитя».
- Химеризм был найден у убийцы в 23 серии («Кровные узы») 4 сезона сериала «C.S.I.: Место преступления».
- Химеризм был обнаружен в юношеском возрасте у детектива в детективном романе Франка Тильё «Фантомная память» из цикла книг «Расследование ведут комиссар Шарко и Люси Энебель».
- Химеризм выявляется у главной героини в 34 серии («Химера») 6 сезона телесериала «Семейные мелодрамы».
- В 2655 серии («Врождённое двуличие») детективного телесериала «След» биолог занималась изучением химер и гибридных организмов.
- Химеризм был обнаружен у пациента в 6 сезоне 7 серии сериала «Ординатор».
- «Тварь Питера Бенчли» описывает вышедший из под контроля продукт генной инженерии человека и акулы.